# ليال هال
ليال هال (بالإنجليزية: Lyall Hall)‏ هو سياسي أسترالي، ولد في 22 يوليو 1861 في أستراليا، وتوفي في 23 مايو 1935 في أستراليا. انتخب عضو الجمعية التشريعية لأستراليا الغربية.